# Боян Константинов
Боян Иванов Константинов е български цигулар от първата половина на XX век. В периода от 1916 до 1947 година е изнесъл около 200 концерта в България.

## Биография
Боян Константинов е роден във Велико Търново в семейството на учител по музика. Първите си уроци по цигулка получава под ръководството на баща си на 4-годишна възраст. През 1917 – 1918 година учи в София, където негови учители са Тодор Торчанов и Роза Ерлих-Касърова. От 1918 до 1922 година живее в Писек, Чехословакия, където е ученик на чешкия цигулар и музикален педагог Отокар Шевчик (преподавал и на цигуларя и диригент Саша Попов). Изнася концерти в Писек, Пилзен, Прага и други градове.
През 1923 година Константинов се връща в България, където за кратко време изнася голям брой концерти, преди отново да замине на специализация – в Париж от 1923 до 1925 година – при М. Айо.
След повторното си завръщане в България през 1925 година, Боян Константинов концертира усилено и от 1927 година до смъртта си е щатен цигулар в оркестъра на Народната опера в София, където от 1948 година е и концертмайстор. Успоредно с това се занимава и с педагогическа дейност.Синът на Б.Константинов е също цигулар, а дъщеря му, Саша Константинова-Мюлер е професор по пиано във „Университета на изкуствата“ в Берлин.
През 1957 година Константинов почива в София. Погребан е в Централни софийски гробища, парцел № 38.

## Концерти
Боян Константинов има участия на първите две издания на Варненските музикални тържества. През 1926 година има две изпълнения на композиции на Лудвиг ван Бетховен. Тримата с пианиста Андрей Стоянов и виолончелиста Славко Попов изпълняват Камерен концерт – Клавирно трио № 5 ре мажор, а заедно с пианиста Иван Торчанов свирят Кройцеровата соната за пиано и цигулка № 9 ла мажор. През 1927 година заедно с пианистката Елена Константинова изпълнява Концерт за цигулка ми минор от Феликс Менделсон.
На 7 октомври 1930 година Боян Константинов е на сцената на Военния клуб в София по време на третия авторски концерт на композитора Любомир Пипков. Константинов и Пипков изпълняват в дует клавирната партия на Сонатата за цигулка, а за изпълнението на Клавирното трио към тях се присъединява и Иван Цибулка.
В съвременно изследване на музикалния живот от 1920-те години в България се отбелязва, че „по време на втората половина от 1920-те години, в страната концертират повече цигулари като Владимир Аврамов, Христо Обрешков, Боян Константинов, Васил Чернаев и Петър Христосков. В резултат от присъствието на добри изпълнители, [българските] композиторите започнали да пишат за тях музика.“

## Репертоар
Репертоарът на Боян Константинов включва:
- концерти за цигулка и оркестър от Бах, Бетовен, Брух, Глазунов, Моцарт, Паганини, Сен-Санс, Чайковски;
- сонати от Бах, Бетовен, Брамс, Цезар Франк;
- „Ла Фолиа“ от Арканджело Корели, „Поема“ от Ернест Шосон, „Фантазия“ от Морис Равел, и други. [1]